# پرچم گوادالاخارا، خالیسکو
پرچم گوادالاخارا، خالیسکو در ۳ فوریه ۲۰۱۴ پذیرفته شد.